# Jaera caspica
Jaera caspica é uma espécie de crustáceo descrita por Kesselyak em 1938. Jaera caspica faz parte do gênero Jaera e da família Janiridae.